# 春日井交流道
春日井IC（平假名：かすがいインターチェンジ）是位於愛知縣春日井市的東名高速道路之交流道。

## 連接道路

### 直接連接
- 國道19號

### 間接連接
- 愛知縣道451號名古屋外環狀線
- 國道155號

## 歷史
- 1968年4月25日 - 東名高速道路小牧IC至岡崎IC開通，此交流道也同時啟用。

## 收費站設施
- 收費亭數目：9座
  - 入口
    - 收費亭數目：4座
      - ETC：2座
      - ETC/一般：1座
      - 一般：1座

  - 出口
    - 收費亭數目：5座
      - ETC：2座
      - 一般：3座

## 交流道周邊
- 愛知縣立春日井商業高等學校
- 落合公園
- 潮見坂平和公園
- 中部大學

## 鄰近設施
東名高速道路
(21)名古屋IC - 守山PA - (22)春日井IC - (23)小牧JCT - (24)小牧IC

## 相關項目
- 日本交匯處一覽

## 外部連結
- 中日本高速道路(東名高速) （页面存档备份，存于）（日語）